# Regione di Agnéby
La regione di Agnéby era una delle 19 regioni della Costa d'Avorio. Soppressa nel 2011, comprendeva due dipartimenti: Adzopé e Agboville.

## Curiosità
Nel 1999, il fumetto Les aventures du Sage Tébé ha promosso la sensibilizzazione sull'importanza della protezione e della preservazione della foresta nel dipartimento di Adzopé.